# Hoodiopsis triebneri
Hoodiopsis triebneri är en oleanderväxtart som beskrevs av Lückh.. Hoodiopsis triebneri ingår i släktet Hoodiopsis och familjen oleanderväxter. Inga underarter finns listade i Catalogue of Life.